# Aniekeme Okon
Aniekeme Okon (8 maggio 1999) è un calciatore nigeriano, attaccante del Rivers Utd.

## Caratteristiche tecniche
È un'ala destra.

## Carriera

### Club
Ha giocato nella prima divisione nigeriana.

### Nazionale
Con la nazionale Under-20 nigeriana ha preso parte alla Coppa delle Nazioni Africane Under-20 2019 ed al campionato mondiale di calcio Under-20 2019.